# Leven Rambin
Leven Rambin (Houston, 17 maggio 1990) è un'attrice statunitense.

## Biografia
Leven è nata a Houston. Suo padre Joseph Howard Rambin III è cofondatore della Moody-Rambin, la più grande proprietà locale commerciale di società immobiliari. Sua madre è Karen Stacy Guthrie. Suo fratello, Joseph Rambin, è stato iscritto alla University of Alabama, mentre la sua sorellastra, Maria, è il designer della linea di borse Moe e risiede a New York City. Lei è nipote di J. Howard Rambin Jr., ex CEO e presidente della società di olio texana.
Ha iniziato a esibirsi in recite scolastiche. Ha studiato presso la scuola di Houston di cinema e teatro e alla St. Francis Episcopal Day School, dove ha recitato nella prima recita scolastica prima di trasferirsi in Connecticut e in seguito New York, quando entrò nel cast di La valle dei pini (il suo primo ruolo professionale). Inoltre ha perseguito il diploma di scuola superiore attraverso la Texas Tech University Independent School District.

## Carriera

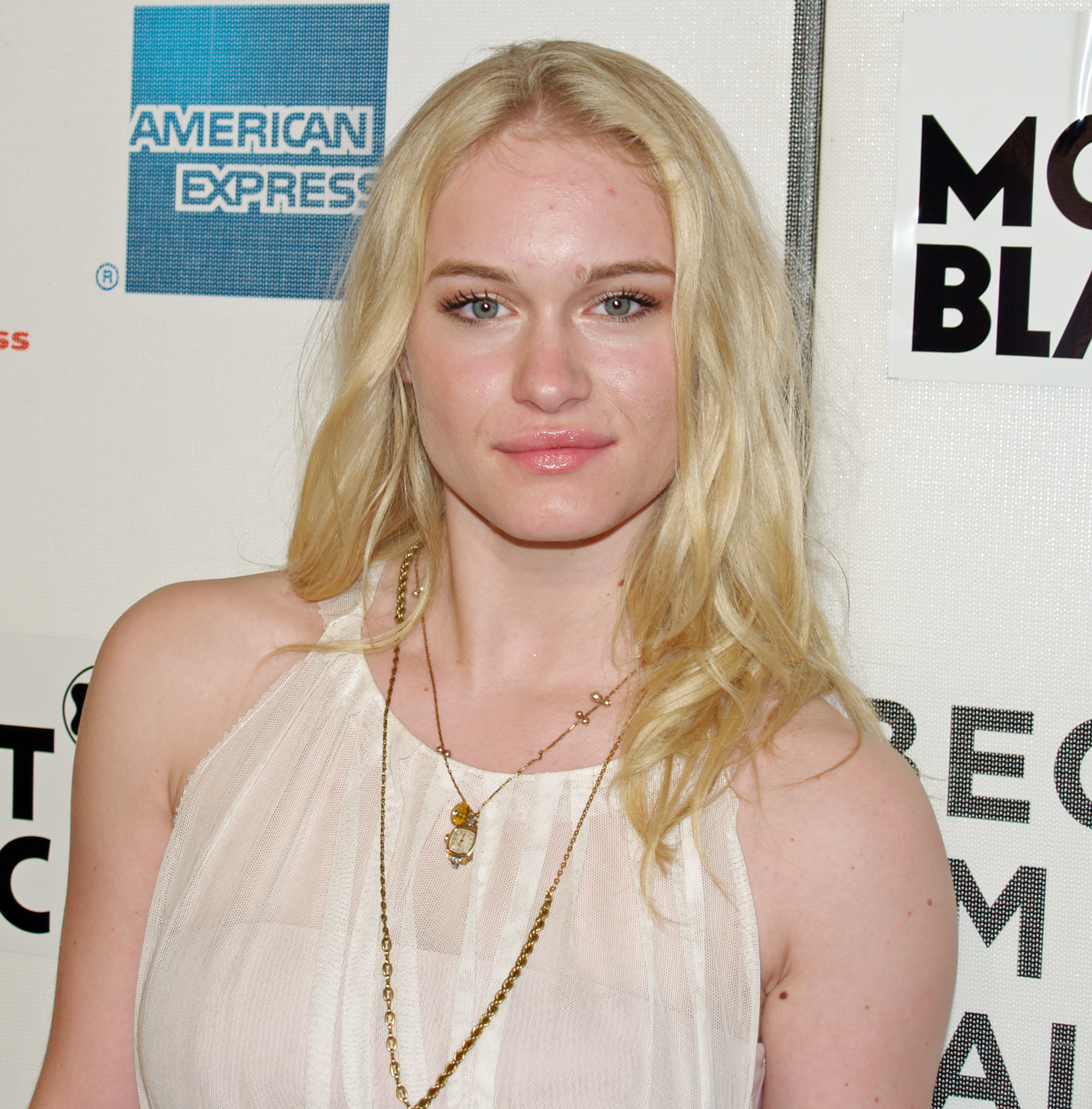
Rambin nel 2008 al Tribeca Film Festival.

La Rambin si è unita al cast della serie ABC La valle dei pini nel febbraio 2004, nel ruolo di Lily Montgomery, la figlia autistica di Jackson Montgomery (Walt Willey).
Per il 30 marzo 2007, Rambin ha iniziato a praticare un duplice ruolo, infatti oltre al ruolo in La valle dei pini, ha interpretato il ruolo di Ava Benton. In seguito apparve in un episodio di Law & Order. Il 28 febbraio 2008, Leven è comparsa nella nuova serie della NBC Lipstick Jungle. Leven apparirà in un film per la prima volta per la Killer Film's independent picture in Gigantic. Il film è interpretato ed è prodotto da Paul Dano. Leven ha preso parte all'episodio pilota, per la CW, di Austin Golden Hour, regia di Sanford Bookstaver nel mese di aprile 2008. La serie non ha poi avuto continuazione. Leven Rambin è stata l'unica attrice de La valle dei pini a essere nominata per gli Emmy Awards.
Nel settembre 2008, la Rambin si è unita al cast di Terminator: The Sarah Connor Chronicles, nel ruolo di Riley Dawson, una compagna di scuola nonché fidanzata di John Connor. Ha inoltre firmato per la Wilhelmina Models.
Ha recitato anche nel ruolo di Carrie, la protagonista femminile nel film imminente Strawberry Wine, girato a Wilmington (Carolina del Nord) a giugno. Nel 2009 Rambin ha ottenuto il ruolo di Sloan Riley, la figlia diciottenne del Dr. Mark Sloan in Grey's Anatomy, ruolo ripreso in una puntata di Private Practice. Rambin temporaneamente è ritornata alla serie La valle dei pini nel ruolo di Lily Montgomery il 5 gennaio 2010 per il 40º anniversario dello show. Nel marzo del 2010, Leven ha intrapreso il ruolo della figlia di Virginia Madsen e David James Elliott nella serie ABC Scoundrels. Nella stagione 2010/2011 di One Tree Hill, l'ottava, Leven interpreta una giovane ragazza madre che vuole dare il figlio che aspetta in adozione, e per questo entra in contatto con Brooke e Julian, che vogliono adottare perché Brooke non può avere figli.
Nel 2012 ha anche recitato nel video dei Green Day Stray Heart rappresentando la ragazza che scaccia via di casa il proprio ragazzo lanciandogli i dischi addosso.
È stata scelta per interpretare Clarisse La Rue nel film Percy Jackson e gli dei dell'Olimpo - Il mare dei mostri, la figlia di Ares perennemente in lotta con Percy Jackson, il figlio di Poseidone nonché protagonista, per aver screditato il padre. Nonostante ciò, si trova obbligata a dover accettare il suo aiuto per compiere la missione affidatagli e grazie a ciò i due personaggi sotterrano l'ascia di guerra temporaneamente.

## Vita privata
Nell'ottobre 2015 si sposa con l'attore Jim Parrack, da cui divorzia due anni dopo.
La Rambin è molto appassionata di moda ed ha scritto numerosi pezzi al riguardo su editoriali come New York Fashion.

## Filmografia

### Cinema
- Gigantic, regia di Matt Aselton (2008)
- Hunger Games, regia di Gary Ross (2012)
- Chasing Mavericks, regia di Curtis Hanson e Michael Apted (2012)
- Percy Jackson e gli dei dell'Olimpo - Il mare dei mostri (Percy Jackson: Sea of Monsters), regia di Thor Freudenthal (2013)
- Appuntamento con l'amore (Two Night Stand), regia di Max Nichols (2014)
- 7 Minuti - Rapina Fuori Controllo (Seven minutes), regia Jay Martin (2014)
- Walter, regia di Anna Mastro (2014)
- I Am Michael, regia di Justin Kelly (2015)
- Lost Child, regia di Ramaa Mosley (2017)
- The Dirt: Mötley Crüe (The Dirt), regia di Jeff Tremaine (2019)
- Mank, regia di David Fincher (2020)
- The Big Ugly, regia di Scott Wiper (2020)
- La notte del giudizio per sempre (The Forever Purge), regia di Everardo Gout (2021)

### Televisione
- La valle dei pini (All My Children) – serie TV, 161 episodi (2004-2010)
- The Book of Daniel – serie TV, 5 episodi (2006)
- Law & Order - Unità vittime speciali (Law & Order: Special Victims Unit) – serie TV, episodio 08x18 (2007)
- Austin Golden Hour, regia di Sanford Bookstaver – film TV (2008)
- Lipstick Jungle – serie TV, episodio 1x4 (2008)
- Terminator: The Sarah Connor Chronicles – serie TV, 10 episodi (2008-2009)
- Grey's Anatomy – serie TV, 5 episodi (2009-2010)
- Case 219, regia di James Bruce – film TV (2010)
- Private Practice – serie TV, episodio 3x11 (2010)
- One Tree Hill – serie TV, episodi 8x16-8x17-8x18 (2011)
- I maghi di Waverly (Wizards of Waverly Place) – serie TV, episodi 4x07-4x08-4x09 (2011)
- CSI: Miami – serie TV, 4 episodi (2011)
- The Tomorrow People – serie TV, episodi 1x20-1x21-1x22 (2014)
- True Detective – serie TV, 5 episodi (2015)
- The Path – serie TV, 7 episodi (2017)
- Gone – serie TV, 12 episodi (2017-2018)

## Doppiatrici italiane
Nelle versioni in italiano delle opere in cui ha recitato, Leven Rambin è stata doppiata da:
- Veronica Puccio in Hunger Games, Percy Jackson e gli dei dell'Olimpo - Il mare dei mostri, La notte del giudizio per sempre
- Gemma Donati in Grey's Anatomy, Private Practice
- Chiara Gioncardi in Terminator: The Sarah Connor Chronicles
- Barbara De Bortoli in True Detective
- Joy Saltarelli ne I maghi di Waverly
- Gaia Bolognesi in Gone
- Francesca Manicone in The Path